# Peter van Geersdaele
Vous lisez un « bon article » labellisé en 2024.
Peter Charles van Geersdaele, né le 3 juillet 1933 à Londres et mort le 20 juillet 2018, est un conservateur de musée, un restaurateur d'art et un archéologue britannique spécialisé dans l'étude des vestiges maritimes médiévaux. Son travail académique se concentre principalement sur le site archéologique de Sutton Hoo, découvert en 1939 dans le Suffolk, en Angleterre.
Afin de documenter précisément l'empreinte archéologique du bateau-tombe de Sutton Hoo, Peter van Geersdaele utilise des techniques de moulage rigoureuses et produit un relevé détaillé qui permet la création d'une réplique en fibre de verre. En complément de ses travaux sur ce site, Peter van Geersdaele documente également l'épave du bateau de Graveney. Ses recherches contribuent à l'avancement des connaissances sur les méthodes de construction navale médiévales en Grande-Bretagne. Son approche méthodologique s'inscrit dans une démarche de préservation et d'analyse scientifique des données archéologiques.
Peter Charles van Geersdaele suit une formation au Hammersmith Technical College de 1946 à 1949. Par la suite, il se consacre au moulage et à la fonderie au Victoria and Albert Museum, où il travaille jusqu'en 1951. Entre 1954 et 1976, il occupe le poste de conservateur au British Museum, où il est promu agent de conservation principal au département britannique et médiéval. Après cette période, il devient chef adjoint de l'archéologie des lieux historiques nationaux du Canada, au sein de Parcs Canada. Il poursuit ensuite sa carrière en tant que chef adjoint du département de la conservation au National Maritime Museum de Londres. Peter van Geersdaele prend sa retraite en 1993. Lors des Birthday Honours de cette même année, il est nommé officier de l'ordre de l'Empire britannique, en reconnaissance de ses contributions significatives aux musées.

## Biographie

### Jeunesse et formation
Peter Charles van Geersdaele naît le 3 juillet 1933 à Fulham, dans le sud-ouest de Londres, au sein d'une famille qui a des origines néerlandaises,. Après ses études secondaires, il poursuit sa formation au Hammersmith Technical College,, et fait son stage professionnel durant ses études au département des moulages du Victoria and Albert Museum,.
Peter van Geersdaele effectue son service militaire au début des années 1950 dans la Royal Air Force (RAF). Durant cette période, stationné à la base de RAF Binbrook dans le Lincolnshire, il pratique brièvement le football et joue pour le Grimsby Town Football Club, alors dirigé par Bill Shankly. Selon un témoignage ultérieur, il envisageait une possible carrière professionnelle dans le football, allant même jusqu'à passer un essai avec le Queens Park Rangers Football Club. Néanmoins, en 1954, il intègre le British Museum.

### Carrière

#### Carrière à Londres au British Museum
Peter Charles van Geersdaele travaille au British Museum de 1954 à 1976. Il développe une expertise dans le domaine de la conservation et de la muséographie. Il commence sa carrière dans l'atelier des mouleurs, où il crée des répliques de sculptures classiques, puis il accède au poste de responsable principal de la conservation au département britannique et médiéval,.
Parmi ses contributions les plus significatives, Peter van Geersdaele supervise la conception d'un moule et d'une réplique en fibre de verre du célèbre navire de Sutton Hoo, un projet qu'il réitère en 1970 avec le bateau de Graveney. Il participe également à des projets de conservation, tels que le retrait d'un four à tuiles du XIIIe siècle provenant du palais de Clarendon ,, pour lequel il collabore avec Nigel Williams. De plus, il contribue à la restauration des peintures murales du XIVe siècle de la chapelle Saint-Étienne du palais de Westminster,,. Il contribue également aux investigations archéologiques menées sur le site de la manufacture de porcelaine de Longton Hall et sur le gisement funéraire anglo-saxon de Broadstairs.
En parallèle de ses responsabilités au musée, Peter van Geersdaele poursuit des études à temps partiel à l'Institut d'archéologie de l'University College de Londres, où il obtient un diplôme en conservation. Cette formation académique enrichit son approche professionnelle et lui permet de publier plusieurs articles sur ses travaux, consolidant ainsi sa réputation dans le domaine de la conservation,.

#### Sutton Hoo

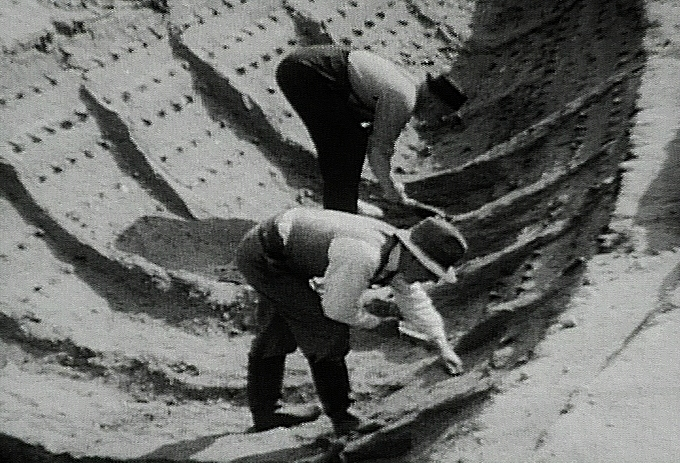
L'empreinte du navire, découverte lors des fouilles de 1939, offre un témoignage archéologique significatif de l'embarcation.

Lors de la nouvelle campagne de fouilles du bateau-tombe du site archéologique anglo-saxon de Sutton Hoo en 1967, Peter van Geersdaele entreprend de réaliser un moulage de l'empreinte du navire,. Initialement découvert en 1939,, ce site est largement associé à Rædwald, roi de l'Est-Anglie au VIIe siècle. Après la fouille de 1939, l'empreinte du navire est recouverte de fougère, qui, au fil du temps, se décompose et se mélange au sol sablonneux, contribuant ainsi à la préservation des traces du navire. Lorsque le site est à nouveau exploré en 1965, l'empreinte, que le responsable des fouilles, Rupert Bruce-Mitford, décrit comme le « fantôme du navire », révèle une remarquable intégrité, ayant largement survécu aux 26 années écoulées avec des dommages minimes. Toutefois, la nécessité de creuser sous le navire et de retirer ses rivets pour en faciliter l'étude entraîne l'endommagement de l'empreinte. Afin de minimiser les dégâts, il est décidé de procéder d'abord à un moulage en plâtre, qui servira ensuite à fabriquer une réplique en fibre de verre,.
La création d'un moulage en plâtre requiert trois semaines. Peter van Geersdaele supervise ce processus, assisté par Jack Langhorn, technicien supérieur de l'atelier de plâtriers du British Museum, ainsi que par A. Prescott, Nigel Williams, G. Adamson, Y. Crossman et G. Joysmith,. Le plâtre de Paris est choisi en raison de son temps de prise rapide et de son coût abordable. Cinq expériences sont réalisées pour identifier la méthode de moulage la plus efficace. Lors de la première tentative, l'application directe du plâtre s'avère problématique, car le démoulage provoque l'arrachement de la couche de terre. Deux essais de consolidation chimique de la surface échouent. Une méthode alternative consistant à utiliser du polyéthylène comme barrière sur l'empreinte génère trop de plis. Finalement, une technique efficace est adoptée, utilisant des serviettes en papier humides comme barrières, appliquées sur l'ensemble du navire. Le moulage est effectué en 85 sections, et le poids total du navire moulé atteint environ 6 100 kilogrammes.
Après la réalisation de l'empreinte du navire, un moule composite en fibre de verre est méthodiquement construit, divisé en 23 sections distinctes. La procédure de fabrication débute par l'assemblage du moule en position inversée, optimisant ainsi la manipulation des composants. Les interfaces entre les sections sont soigneusement comblées de plâtre, puis une couche mince est appliquée sur l'ensemble de la surface afin de minimiser les irrégularités provoquées par l'utilisation d'un substrat en papier absorbant. Consécutivement, le plâtre est scellé puis enduit d'une couche de cire, technique visant à faciliter le démoulage et à garantir une finition surfacique optimale. La phase de moulage s'étend sur une période de trois semaines, avec un rythme de production de deux sections coulées quotidiennement, assurant ainsi une progression systématique et contrôlée. Une fois le processus achevé, la structure est démontée puis réassemblée, supportée par une armature en bois d'une longueur de 24 mètres, consolidant son intégrité structurelle.

#### Bateau de Graveney
En 1970, Peter van Geersdaele est chargé de prendre l'empreinte d'un bateau en bois construit à clin, découvert lors de l'élargissement d'un cours d'eau près de Graveney, dans le Kent. Pour réaliser un moule en plâtre de la coque, les nervures du navire sont soulevées, en suivant une méthode similaire à celle utilisée pour le navire de Sutton Hoo. Cependant, contrairement à ce dernier, le navire est retiré et conservé après le prélèvement du moule, qui sert à faciliter son remontage. Au total, dix-neuf sections de plâtre sont posées sur trois jours et demi, puis soulevées en moins d'une heure.

#### Carrière au Canada et retour au Royaume-Uni
En 1976, Peter van Geersdaele rejoint Parcs Canada à Ottawa comme chef adjoint de la conservation archéologique pour les lieux historiques du Canada. Quatre ans plus tard, il retourne au Royaume-Uni et devient chef adjoint de la conservation au National Maritime Museum,. Dans ce rôle, il supervise le déplacement des expositions et réorganise le stockage des collections patrimoniales. Sa carrière professionnelle se termine en 1993 avec son départ à la retraite, après avoir contribué significativement à la préservation du patrimoine culturel. La même année, lors des Birthday Honours, Peter van Geersdaele est nommé officier de l'ordre de l'Empire britannique (OBE), en reconnaissance de ses contributions significatives au domaine muséal,.

### Vie privée et convictions
Peter van Geersdaele épouse Maura Bradley en 1955,. Le couple a deux filles, Maxine et Sharon, ainsi que plusieurs petits-enfants et arrière-petits-enfants,. À son retour en Angleterre en 1980, il s'établit à Woodbridge, dans le Suffolk, à proximité immédiate du site archéologique de Sutton Hoo, que l'un de ses collègues du British Museum décrit comme « à deux pas de son triomphe ».
En 2003, il rejoint un groupe de retraités qui expriment leur mécontentement face à une augmentation de 18 % de la Council Tax imposée par le Conseil du comté de Suffolk. L'année suivante, il est convoqué en justice pour avoir réparti l'augmentation fiscale sur douze versements mensuels, au lieu des dix initialement requis,. En 2006, Peter van Geersdaele, membre du comité de protestation contre la taxe d'habitation du Suffolk (Protest Against Council Tax Suffolk, PACTS), poursuit ses critiques relatives aux dysfonctionnements structurels du mécanisme de perception de la taxe d'habitation.

### Décès et hommages
Peter van Geersdaele meurt le 20 juillet 2018, laissant derrière lui un héritage significatif dans le domaine de la conservation et de l'archéologie. Andrew Oddy, l'un de ses collègues, évoque sa mémoire en le décrivant comme un « leader né, universellement apprécié, qui inspire ceux qui travaillent avec lui à donner le meilleur d'eux-mêmes ». Cette caractérisation souligne sa capacité à fédérer et à motiver ses pairs dans un environnement professionnel exigeant. Oddy souligne également que Peter van Geersdaele « faisait partie des derniers membres de l'équipe de conservateurs et d'artisans spécialisés qui ont su relever des défis complexes, souvent décourageants pour la communauté archéologique ».

## Publications
- (en) P. C. van Geersdaele, « Moulding the Impression of the Sutton Hoo Ship », Studies in Conservation,‎ 1er novembre 1969 (ISSN 0039-3630, DOI 10.1179/sic.1969.021, lire en ligne)
- (en) P. C. van Geersdaele, « Making the Fibre Glass Replica of the Sutton Hoo Ship Impression », Studies in Conservation, vol. 15, no 3,‎ 1970, p. 215–220 (ISSN 0039-3630, DOI 10.2307/1505584, lire en ligne)
- (en) W. A. Oddy et P. C. van Geersdaele, « The Recovery of the Graveney Boat », Studies in Conservation,‎ 1er février 1972 (ISSN 0039-3630, DOI 10.1179/sic.1972.003, lire en ligne)
- (en) Elizabeth S. Eames et Peter van Geersdaele, « Further Notes on a Thirteenth-Century Tiled Pavement From the King's Chapel, Clarendon Palace », Journal of the British Archaeological Association,‎ 1er juin 1972 (ISSN 0068-1288, DOI 10.1080/00681288.1972.11894924, lire en ligne)
- (en) P. C. van Geersdaele et S. Davison, « The Thirteenth-Century Tile-Kiln from Clarendon Place: Its Removal and Reconstruction for Exhibition », Studies in Conservation,‎ 1er août 1975 (ISSN 0039-3630, DOI 10.1179/sic.1975.20.3.014, lire en ligne)
- (en) P. C. van Geersdaele, « A Design for Large Plaster Piece-Moulds Made in the Field », Studies in Conservation,‎ 1er novembre 1976 (ISSN 0039-3630, DOI 10.1179/sic.1976.031, lire en ligne)
- (en) Peter C. Van Geersdaele et Lesley J. Goldsworthy, « The Restoration of Wallpainting Fragments from St. Stephen's Chapel, Westminster », The Conservator,‎ 1er janvier 1978 (ISSN 0140-0096, DOI 10.1080/01400096.1978.9635646, lire en ligne)
- (en) Valerie Fenwick et Peter van Geersdaele, The Graveney Boat: A Tenth Century Find : Excavation and Recording ; Interpretation of the Boat Remains and the Environment ; Reconstruction and Other Research Conservation and Display, British Archaeological Reports, 1978 (ISBN 978-0-86054-030-4)
- (en) Miguel Angel Corzo, Henry Hodges et Peter van Geersdaele, In Situ Archaeological Conservation: Proceedings of Meetings April 6-13, 1986, Mexico, Getty Conservation Institute, 1987 (ISBN 978-0-941103-03-9)
- (es) Miguel Angel Corzo et Peter van Geersdaele, Conservación arqueológica in situ: memoria de las reuniones 6-13 de abril de 1986, México, Getty Publications, 1993 (ISBN 978-0-89236-251-6)